# Ostlandkreuz

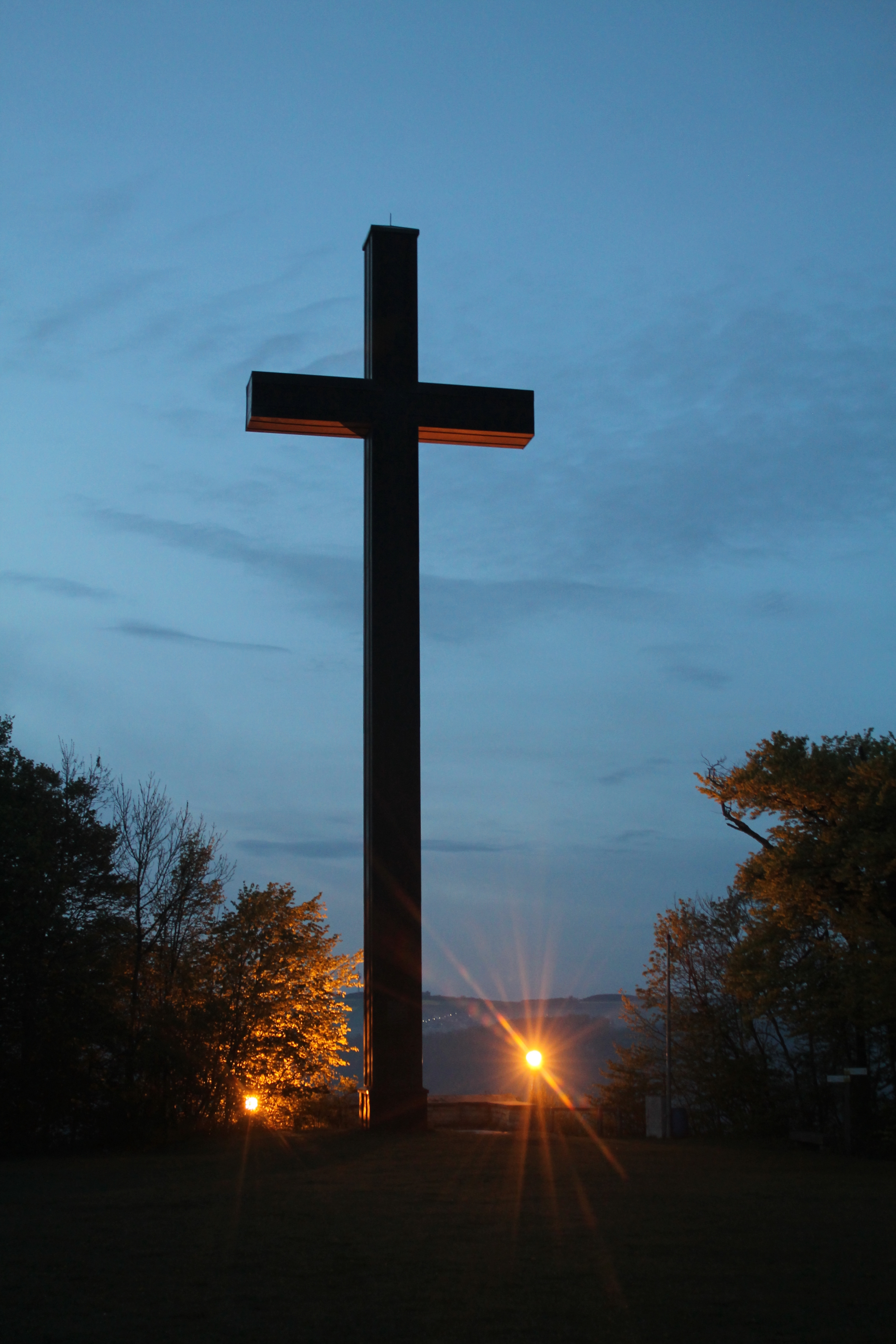
Ostlandkreuz bei Geislingen an der Steige auf der Schildwacht

Ostlandkreuze – auch Kreuze des deutschen Ostens genannt – sind Vertriebenendenkmale in Deutschland. Bau und Unterhaltung werden in der Regel über Spenden der Vertriebenenverbände finanziert.

## Standorte (Auswahl)
In Deutschland gibt es mehrere hundert Ostlandkreuze auf Bergen und Friedhöfen. Hier eine Auswahl:

### Geislingen an der Steige
Das Ostlandkreuz von Geislingen an der Steige (Landkreis Göppingen, Baden-Württemberg), das südlich der Kernstadt auf der Schildwacht (665,7 m; ⊙) steht, wurde 1950 errichtet und ist das höchste derartige Denkmal. Das weithin sichtbare Kreuz, das häufig für ein Gipfelkreuz gehalten wird, wurde als mit Kupferblech verkleidete Stahlfachwerkkonstruktion ausgeführt, ist 22,7 Meter hoch und wiegt 8,5 Tonnen. Die Arme des Kreuzes haben eine Spannweite von 7,5 Metern. 1992 wurde es erneuert. Zum 50. Jubiläum der Südmährer (2003) wurde das Ostlandkreuz abermals erneuert und verfügt seitdem über eine Lichtanlage, die es nachts beleuchtet.

### Bad Harzburg

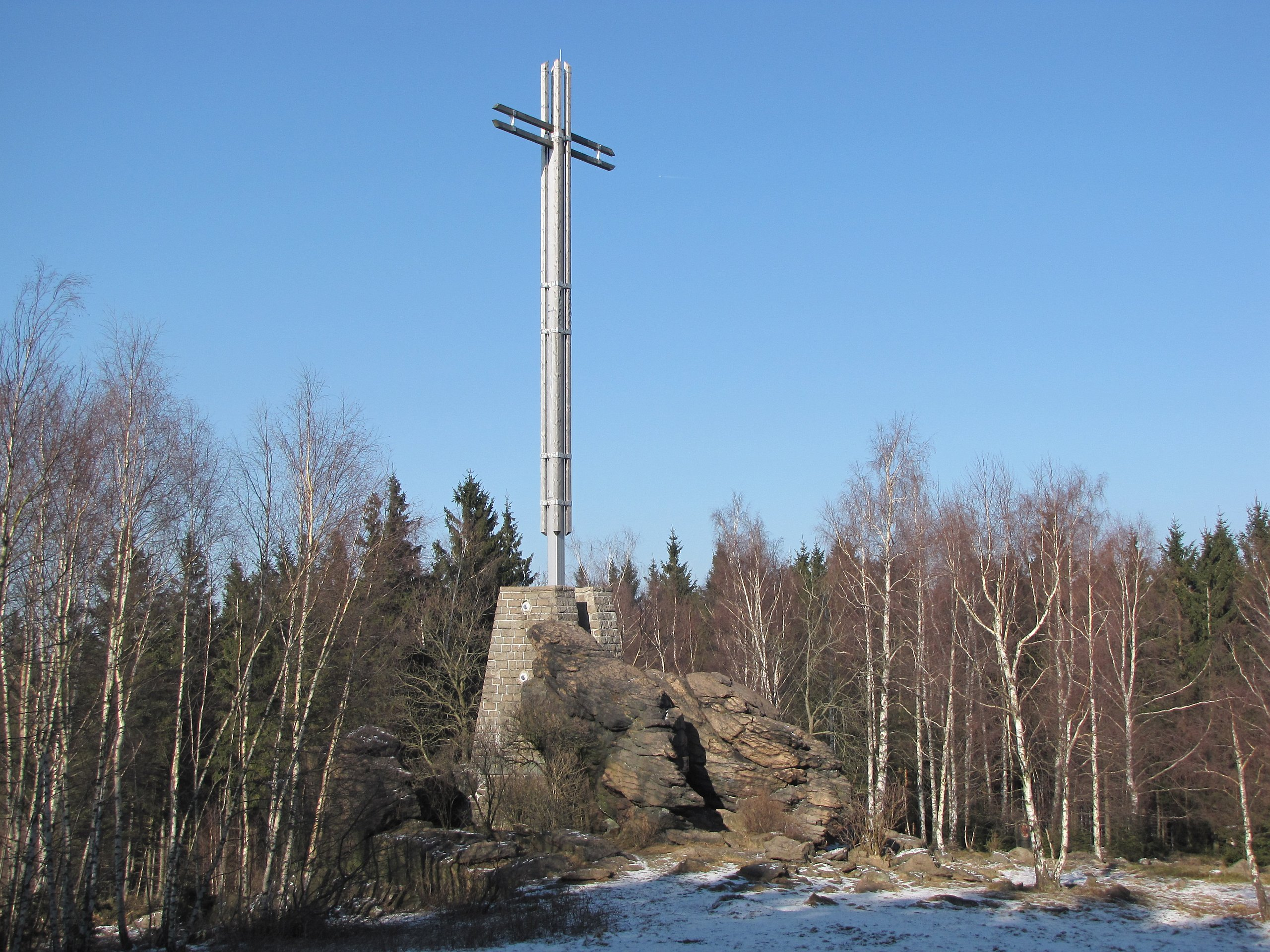
Kreuz des deutschen Ostens bei Bad Harzburg (Uhlenköpfe)

Das Harzer Kreuz des deutschen Ostens (⊙) wurde nordöstlich und etwas unterhalb vom Gipfel der etwa 2 km südöstlich von Bad Harzburg (Landkreis Goslar, Niedersachsen) gelegenen Uhlenköpfe (555,4 m ü. NHN) auf der Uhlenklippe am 24. Juni 1950 in Anwesenheit von Ernst Reuter eingeweiht. Das 20,5 Meter hohe Holzkreuz stürzte, mittlerweile marode geworden, am 4. März 1998 bei einem Orkan um. Am 30. September 2000 wurde ein neues, 17,7 m hohes und 6,3 m breites Stahlkreuz, das teilweise mit Holz verkleidet ist, eingeweiht. Die Baukosten beliefen sich auf 180.000 DM. Das Kreuz ist als Nr. 122 in das System der Stempelstellen der Harzer Wandernadel einbezogen; der Stempelkasten hängt an einer nahe dem Kreuz stehenden Schutzhütte.

### Heyersum
Das hölzerne Kreuz des deutschen Ostens (⊙) auf dem Bocksberg (120,8 m) beim Nordstemmener Ortsteil Heyersum (Landkreis Hildesheim, Niedersachsen) wurde 1961 errichtet. Nach Zerstörungen wurde es 1990 und 2006 neu eingeweiht.

### Winterbach

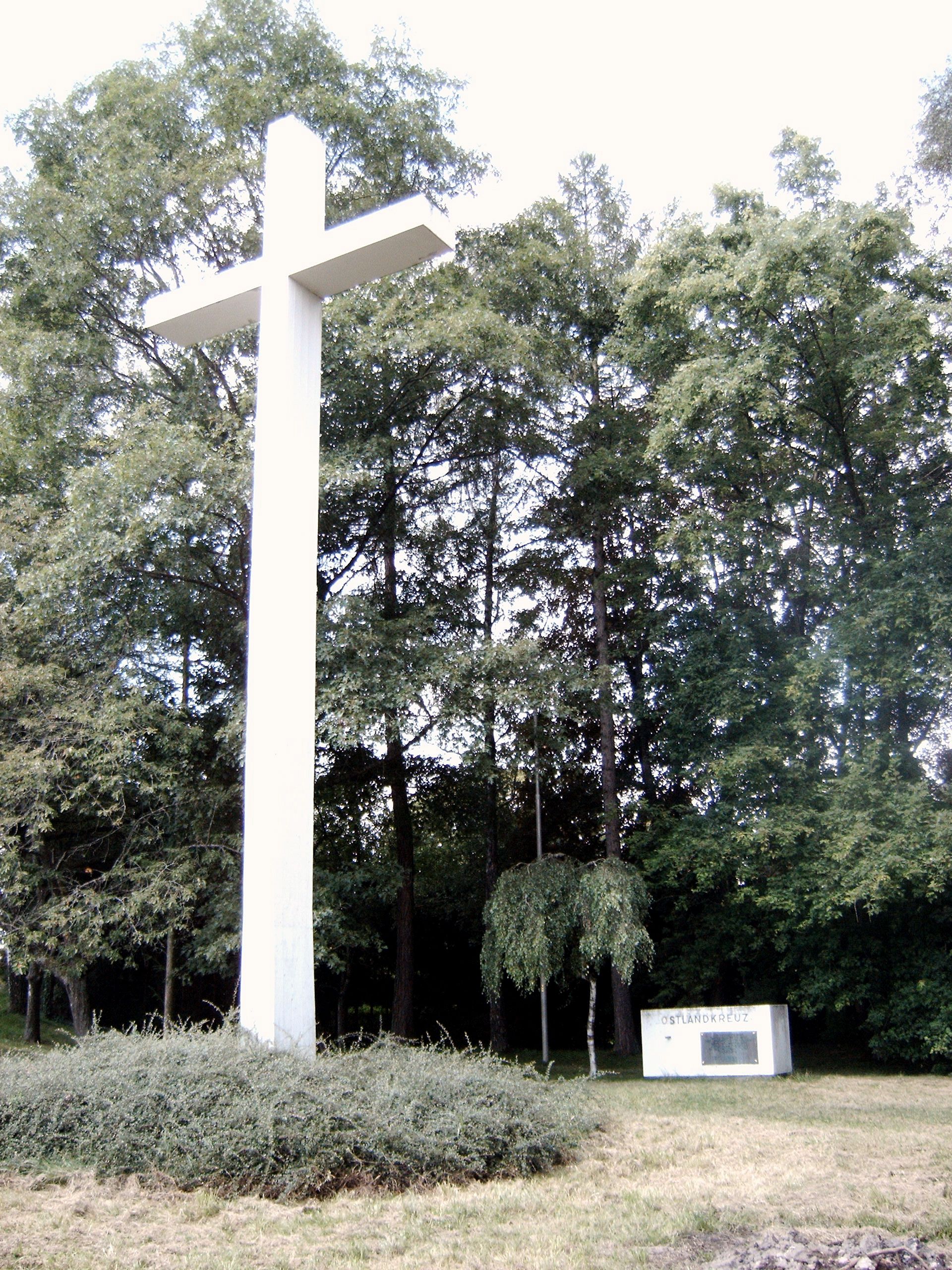
Ostlandkreuz bei Winterbach (Hungerberg)

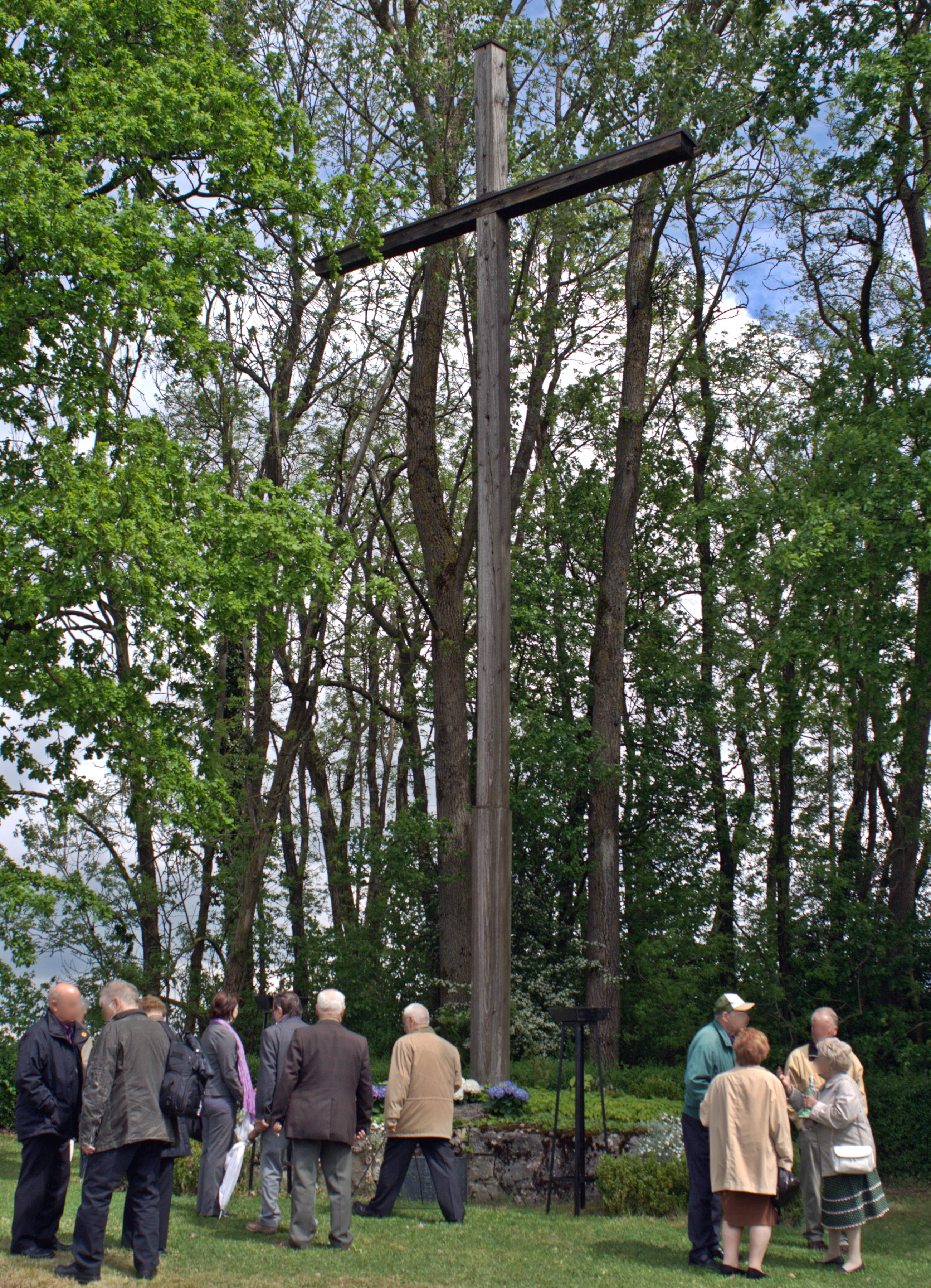
Ostkreuz Bartenstein am 60. Jubiläum der Patenschaft zu Bartoszyce

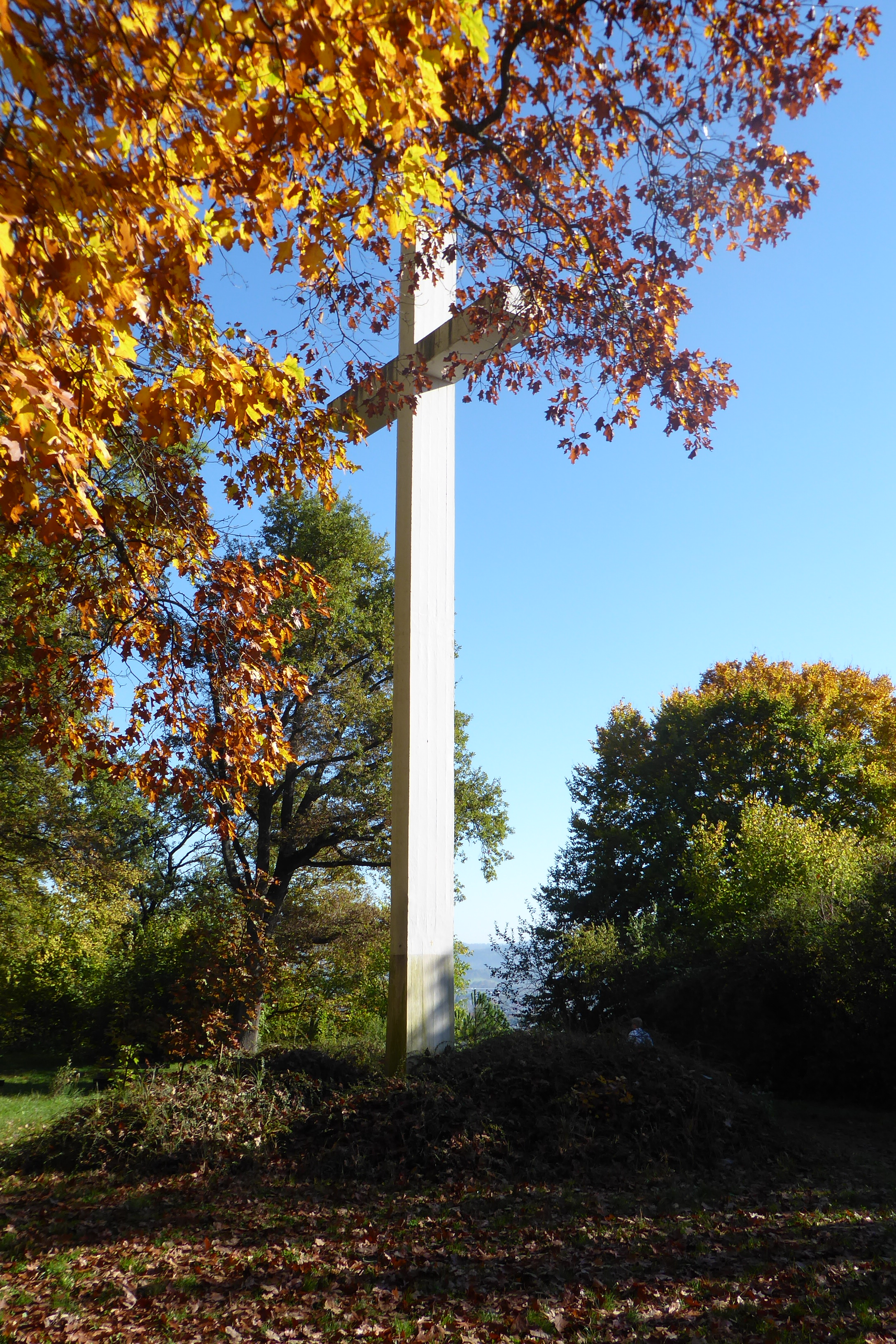
Ostlandkreuz bei Winterbach

Ein Ostlandkreuz mit Altar (⊙; ca. 340 m; beide aus Beton), steht nördlich des Remstals auf dem Südosthang des Hungerbergs (382,3 m) im Ostteil des Gemeindegebiets von Winterbach nahe der Gemeindegrenze zu Schorndorf. Einmal im Jahr – am Ostermorgen um 05:30 Uhr – findet dort ein Gottesdienst statt.

### Dülken
Im Viersener Stadtteil Dülken (Kreis Viersen, Nordrhein-Westfalen) wurde 1951 auf dem Friedhof ein Kreuz zum Gedenken an Krieg und Vertreibung errichtet. 2005 wurde es restauriert.

## Liste von Ostlandkreuzen

### Baden-Württemberg
- Bammental
- Bartenstein
- Crailsheim
- Eislingen/Fils
- Eppingen
- Ettlingen
- Gauangelloch
- Geislingen an der Steige (Schildwacht; ⊙)
- Großdeinbach
- Grünwettersbach
- Östringen
- Offenburg
- Schwäbisch Gmünd
- Sigmaringen
- Sinsheim
- Söllingen
- Unterriexingen (Muckenschupf; ⊙)
- Weil der Stadt
- Winterbach (Remstal) (Hungerberg; ⊙)

### Bayern
- Bad Tölz
- Bad Windsheim
- Deggendorf
- Mainburg

### Bremen
- Osterholzer Friedhof

### Hessen
- Amöneburg
- Bad Sooden-Allendorf
- Felsberg
- Groß-Bieberau

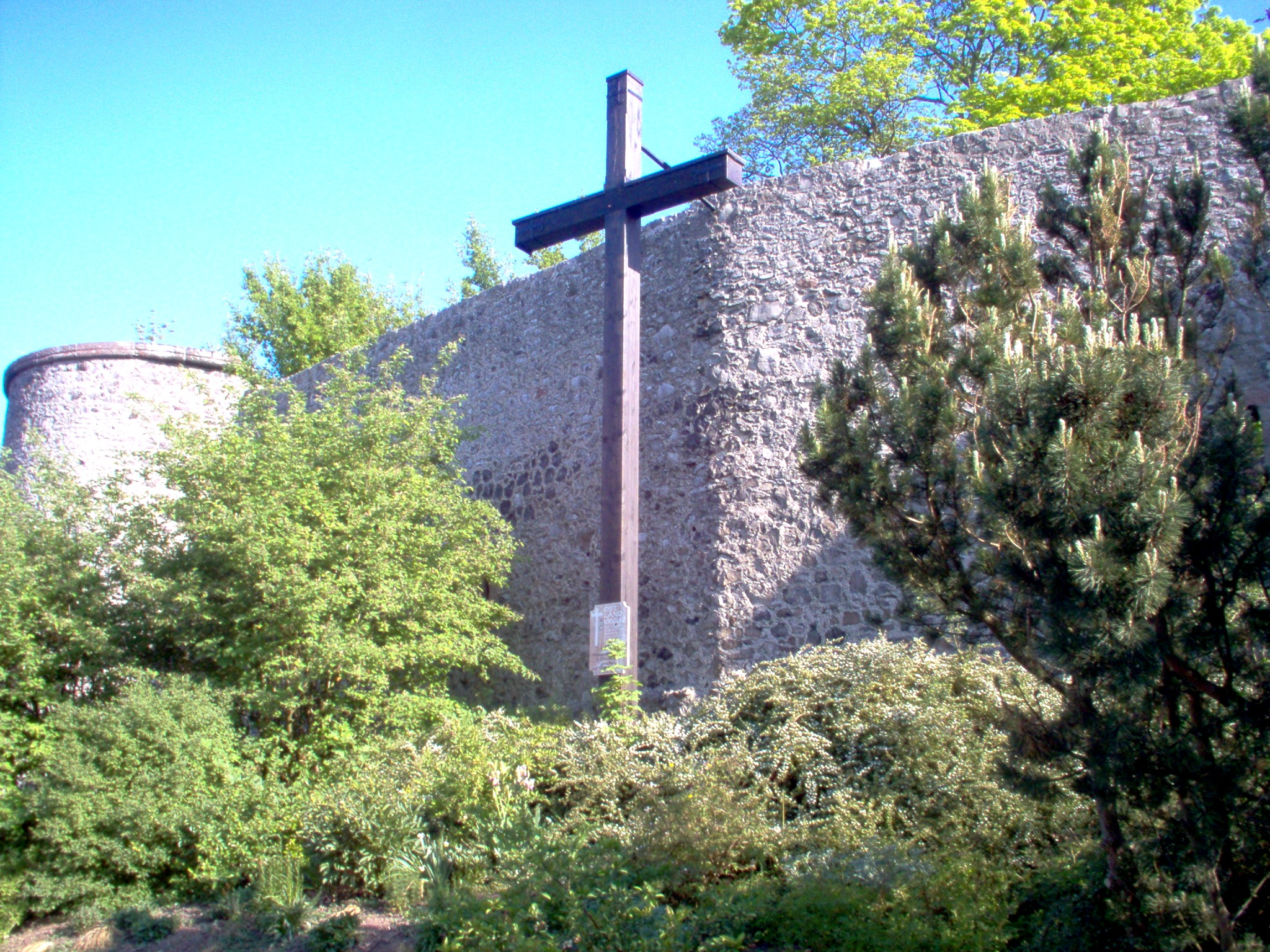
Das Amöneburger Ostlandkreuz vor der mittelalterlichen Stadtbefestigung wurde 1950 errichtet

- Hilders am  Buchschirm Hessen (Rhön)
- Rabenau
- Schwalmstadt
- Volkmarsen

### Niedersachsen

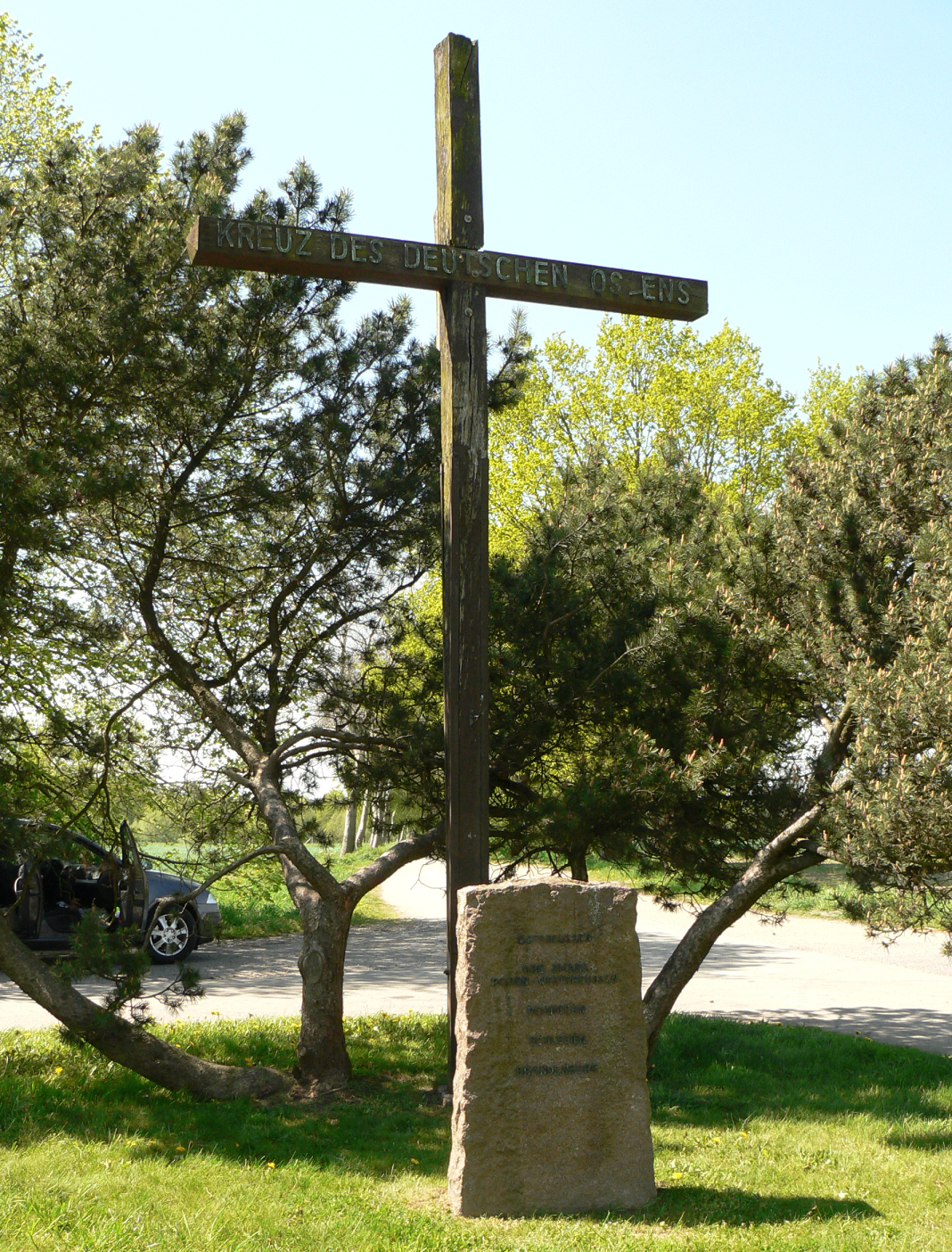
Mellendorf

- Bad Harzburg (Uhlenköpfe; ⊙)
- Diepholz
- Heyersum (Bocksberg; ⊙)
- Mellendorf
- Otterndorf

### Nordrhein-Westfalen
- Altena
- Dülken, Friedhof
- Kleve
- Leverkusen / Manfort, Friedhof[2]
- Werther

### Rheinland-Pfalz
- Hauptfriedhof Koblenz
- Westerburg
- Wittlich

### Schleswig-Holstein
- Brunsbüttel
- Hademarschen
- Hohenwestedt
- Lauenburg/Elbe
- Meldorf
- Nortorf